# Blurtonia
Blurtonia was een Canadese indierockgroep, gevormd door Ian Blurton, na het uiteenvallen van zijn vorige band Change of Heart.

## Bezetting
- Ian Blurton[4] (gitaar, zang)
- Brendan Canning
- Randy Curnew[5] (drums)
- Al Kelso (gitaar)
- Sam De Medeiros (basgitaar)

## Geschiedenis
Blurtonia werd in mei 1999 opgericht om live shows te spelen ter ondersteuning van Blurtons in eigen beheer uitgebrachte debuut Adventures in the Kingdom of Blurtonia. De band begon op te treden in Toronto, onder meer in Rivoli en in Humble & Fred Fest in Fort York. Het album werd mede geproduceerd door Daryl Smith en Jon McCann speelde drums in de oorspronkelijke bezetting en het werd later opnieuw uitgebracht door Sonic Unyon. Naast Adventures bracht Blurtonia in 2002 een titelloos album uit bij Grenadine Records. Destijds bestond de band uit Ian Blurton op gitaar en zang, Al Kelso (ex-The Dinner Is Ruined) op gitaar, Randy Curnew op drums, Sam De Medeiros op bas, plus Brendan Canning en Kevin Drew. McCann verliet de band om te spelen met Guided By Voices. De band maakte een cross-Canada tournee in september 2002 met Eric Larock op bas, in plaats van Medeiros. In 2006 bracht Blurtonia The Survivalists uit. Blurton trad later toe tot de band C'Mon en werkte als opname- en producerend technicus bij Chemical Sounds in Toronto.